# Quasiborelis
Quasiborelis es un género de foraminífero bentónico de la familia Alveolinidae, de la superfamilia Alveolinoidea, del suborden Miliolina y del orden Miliolida. Su especie tipo es Borelis gunteri. Su rango cronoestratigráfico abarca el Daniense (Paleoceno inferior).

## Clasificación
Quasiborelis incluye a la siguiente especie:
- Quasiborelis gunteri †